# Boissiera squarrosa
Boissiera squarrosa là một loài thực vật có hoa trong họ Hòa thảo. Loài này được (Sol.) Nevski mô tả khoa học đầu tiên năm 1934.